# Premi al millor porter de la Federació Internacional d'Història i Estadística de Futbol

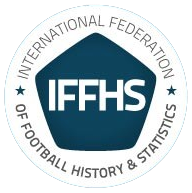
Logotip.

El Premi al millor porter de la Federació Internacional d'Història i Estadística de Futbol l'atorga des de 1987 la Federació Internacional d'Història i Estadística de Futbol al millor porter de l'any.
| Any  | Guanyador            | Equip                             | Finalista                    | Equip                                           |
| ---- | -------------------- | --------------------------------- | ---------------------------- | ----------------------------------------------- |
| 1987 | Jean-Marie Pfaff     | Bayern de Múnic                   | Rinat Dassàiev               | Spartak Moscou                                  |
| 1988 | Rinat Dassàiev       | Spartak Moscu                     | Hans van Breukelen           | PSV Eindhoven                                   |
| 1989 | Walter Zenga         | Inter de Milà                     | Michel Preud'homme           | KV Mechelen                                     |
| 1990 | Walter Zenga         | Inter de Milà                     | Michel Preud'homme           | KV Mechelen                                     |
| 1991 | Walter Zenga         | Inter de Milà                     | Sergio Goycochea             | Racing Club                                     |
| 1992 | Peter Schmeichel     | Manchester United FC              | Andoni Zubizarreta           | FC Barcelona                                    |
| 1993 | Peter Schmeichel     | Manchester United FC              | Sergio Goycochea             | River Plate                                     |
| 1994 | Michel Preud'homme   | Benfica                           | Thomas Ravelli               | IFK Göteborg                                    |
| 1995 | José Luis Chilavert  | Vélez Sársfield                   | Peter Schmeichel             | Manchester United FC                            |
| 1996 | Andreas Köpke        | Olympique de Marsella             | David Seaman                 | Arsenal FC                                      |
| 1997 | José Luis Chilavert  | Vélez Sársfield                   | Angelo Peruzzi               | Juventus FC                                     |
| 1998 | José Luis Chilavert  | Vélez Sársfield                   | Fabien Barthez               | AS Monaco                                       |
| 1999 | Oliver Kahn          | Bayern de Múnic                   | Peter Schmeichel             | Sporting de Lisboa                              |
| 2000 | Francesco Toldo      | ACF Fiorentina                    | Fabien Barthez               | Manchester United FC                            |
| 2001 | Oliver Kahn          | Bayern de Múnic                   | Óscar Córdoba                | Boca Juniors                                    |
| 2002 | Oliver Kahn          | Bayern de Múnic                   | Iker Casillas                | Reial Madrid                                    |
| 2003 | Gianluigi Buffon     | Juventus FC                       | Iker Casillas                | Reial Madrid                                    |
| 2004 | Gianluigi Buffon     | Juventus FC                       | Petr Čech                    | Chelsea FC                                      |
| 2005 | Petr Čech            | Chelsea FC                        | Dida                         | AC Milan                                        |
| 2006 | Gianluigi Buffon     | Juventus FC                       | Jens Lehmann                 | Arsenal FC                                      |
| 2007 | Gianluigi Buffon     | Juventus FC                       | Petr Čech                    | Chelsea FC                                      |
| 2008 | Iker Casillas        | Reial Madrid                      | Gianluigi Buffon             | Juventus FC                                     |
| 2009 | Iker Casillas        | Reial Madrid                      | Gianluigi Buffon             | Juventus FC                                     |
| 2010 | Iker Casillas        | Reial Madrid                      | Júlio César Soares Espíndola | Inter de Milà                                   |
| 2011 | Iker Casillas        | Reial Madrid                      | Manuel Neuer                 | Bayern de Múnic                                 |
| 2012 | Iker Casillas        | Reial Madrid                      | Gianluigi Buffon             | Juventus FC                                     |
| 2013 | Manuel Neuer         | Bayern de Múnic                   | Gianluigi Buffon             | Juventus FC                                     |
| 2014 | Manuel Neuer         | Bayern de Múnic                   | Thibaut Courtois             | Club Atlético de Madrid i Chelsea Football Club |
| 2015 | Manuel Neuer         | Bayern de Múnic                   | Gianluigi Buffon             | Juventus FC                                     |
| 2016 | Manuel Neuer         | Bayern de Múnic                   | Gianluigi Buffon             | Juventus FC                                     |
| 2017 | Gianluigi Buffon     | Juventus FC                       | Manuel Neuer                 | Bayern de Múnic                                 |
| 2018 | Thibaut Courtois     | Chelsea FC i Reial Madrid         | Hugo Lloris                  | Tottenham Hotspur FC                            |
| 2019 | Alisson Becker       | Liverpool FC                      | Marc-André ter Stegen        | FC Barcelona                                    |
| 2020 | Manuel Neuer         | Bayern de Múnic                   | Jan Oblak                    | Atlètic de Madrid                               |
| 2021 | Gianluigi Donnarumma | AC Milan i Paris Saint-Germain FC | Manuel Neuer                 | Bayern de Múnic                                 |
| 2022 | Thibaut Courtois     | Reial Madrid                      | Emiliano Martínez            | Aston Villa FC                                  |